# Ondangwa-Land (Wahlkreis)
Ondangwa-Land ist ein Wahlkreis in der Region Oshana im Norden Namibias. Verwaltungssitz ist die Siedlung Eheke. Der Wahlkreis hat (Stand 2023) knapp 15.000 Einwohner auf einer Fläche von 150 km².

## Wahlen
| Wahl | Name           | Partei | Stimmenanteil |
| ---- | -------------- | ------ | ------------- |
| 2015 | Alfeus Abraham | SWAPO  | o. W. 1       |
| 2020 | Alfeus Abraham | SWAPO  | 59,9 %        |